# Доґо-аргентино
Аргентинський дог, або До́ґо-аргенти́но (ісп. Dogo argentino) — порода службових і мисливських собак з Аргентини. Призначення аргентинського мастифа — полювання на велику дичину: кабана, ягуара, пуму. Ці собаки здатні після довгої гонитви за звіром вступити з ним у сутичку й перемогти. Собака — атлетичної будови з масивним черепом, потужними щелепами й міцною шиєю. Визнана в усьому світі як чудовий собака для захисно-вартової служби. Єдина порода собак, виведена в Аргентині.

## Походження
Ця порода собак була виведена на початку 1920-х років Антоніо Норесом Мартінесом шляхом схрещування місцевих бійцівських собак (ісп. perro de pelea), великого данця (високий ріст), великого піренейського собаки (витривалість і біле офарблення), ірландського вольфгаунда (швидкість), англійського пойнтера (чуття й швидкість) і доґо-де-бордо (міць і відвага). В результаті вийшла собача порода, що гармонійно сполучає в собі характерні риси предків. Перший стандарт породи розроблений в 1928 році, а затверджений Аргентинським клубом собаківництва в 1965 році.

## Характеристика породи

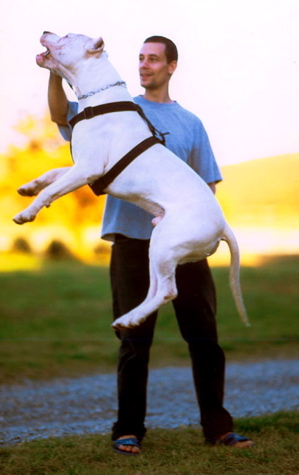
Доґо-аргентино — дуже атлетичні собаки

Дуже витривалий, активний, енергійний, рухливий й сміливий собака. Спокійний, слухняний, дружній й обожнює своїх хазяїнів. Рідко гавкає. Прагне до домінування над іншими собаками, безстрашний при захисті власності хазяїна. Дресування повинне бути наполегливим, але м'яким. Мисливський собака (на великого звіра: кабана, пуму тощо), службовий собака (поліцейський, військовий, митний, пошуково-рятувальний, поводир), сторожовий собака, собака-охоронець, собака-компаньйон.

## Опис
Голова відносно велика, міцна, чітко обкреслених ліній. Череп широкий, опуклий. На чолі є глибокі складки. Перехід від чола до морди виражений. Морда злегка кирпата. Щелепи міцні. Очі темні або бурштинового кольору. Вуха поставлені високо, стоячі (купейні) або напівстоячі. Корпус міцний, не занадто масивний. Шия міцна, опукла. Груди глибокі, широкі. Добре розвинений загривок. Спина міцна. Кінцівки дуже м'язисті. Лапи трохи овальні, зі зведеними пальцями. Хвіст довгий і товстий, вільно звисає вниз. Мітки будь-якого кольору — недолік, що дискваліфікує. Шерсть коротка, припасована до тіла, за стандартом має блищати.
Висота у холці: кобель: 65 — 68 см, суки: 60 — 65 см. Вага 40 — 50 кг.

## Догляд
Може жити у квартирі за умови тривалих прогулянок і фізичних навантажень. Рекомендується 1 — 2 рази в тиждень вичісувати щіткою й 2 — 3 рази в рік купати.